# Im Seong-gu
Pour les articles homonymes, voir Im.
Im Seong-gu (임성구지) est une personnalité coréenne de la période Joseon ayant vécu au XVIe siècle, connue pour avoir été bannie en raison de son intersexuation.

## Biographie
Les détails de sa vie sont inconnus. Plusieurs parties d'entre elles sont racontées dans le huitième livre des Annales de la dynastie Joseon ; Im Seong-gu y porte le nom d'« homme de Kilju ».
Im Seong-gu bénéficie d'une éducation féminine, même s'il est fait mention qu'Im Seong-gu porte par la suite à la fois des habits féminins et masculins. Im Seong-gu est d'abord marié à un homme, puis après que celui-ci soit mort avec une femme. En 1548, on accuse Im Seong-gu de déranger la société, ce qui lui fait subir une condamnation à l'exil. L'organisation politique d'opposition Saganwon (ko) demande la peine de mort, ce que le roi Myeongjong refuse, déclarant l'exil suffisant.
Une interprétation des Annales publiée en 2008 par The Science Times (ko) qualifie Im Seong-gu de personne bisexuelle.
Les Annales font aussi mention d'autres personnes intersexes, comme Sa Bangji, au centre d'un scandale sexuel durant le XVIe siècle.